# Hans-Ulrich Rieker
Hans-Ulrich Rieker (* 1. Februar 1920; † 26. Oktober 1979) war ein deutscher Theaterschauspieler, Autor und Oberhaupt des Ordens Arya Maitreya Mandala für Europa.

## Leben
Rieker arbeitete zunächst als Bühnenschauspieler in klassischen Theaterrollen. Tief vom Buddhismus angesprochen, empfing er 1950 im Berliner Buddhistischen Tempel die Weihe zum Mönchsnovizen. Als buddhistischer Bettelmönch wanderte er anschließend zu Fuß durch Indien, wo er 1951 Lama Anagarika Govinda begegnete, der zu seinem maßgeblichen Lehrer wurde. Govinda initiierte Rieker in den 1933 von ihm gegründeten Orden Arya Maitreya Mandala.
1952 rief Rieker im Auftrag seines Lehrers den europäischen Zweig des Arya Maitreya Mandala ins Leben und nahm Harry Pieper und Lionel Stützer als dessen erste Mitglieder auf. Er baute den Orden in Europa auf und leitete diesen Zweig zwölf Jahre, bis ihn eine fortschreitende Schwerhörigkeit zum Rückzug aus der Öffentlichkeit veranlasste. Sein Nachfolger als Leiter des westlichen Ordenszweiges wurde 1964 Karl-Heinz Gottmann.

## Publizistische und öffentliche Tätigkeit
Rieker hielt Rundfunkvorträge im RIAS über Themen des Buddhismus sowie indischer und chinesischer Philosophie. Er legte zahlreiche Artikel und mehrere Bücher zu diesen Themen vor. Rieker gründete gemeinsam mit Wilhelm A. Rink die Zeitschrift Der Kreis. Darüber hinaus wirkte er nach einer entsprechenden Ausbildung in Indien als Yoga-Lehrer. Seine Bücher über Buddhismus, Yoga und Meditation trugen in den fünfziger und sechziger Jahren wesentlich zum steigenden Interesse an diesen Themen bei. Riekers literarische Verdienste um das Vermitteln der authentischen Tradition des klassischen Yoga wurde auch in Indien zum Beispiel von B. K. S. Iyengar gewürdigt.

## Werke
- Das Geheimnis der Meditation. Rascher Verlag, Zürich 1953; Neuausgabe 2006 (Wishbohn Verlag): ISBN 978-3-9809647-8-4
- Die zwölf Tempel des Geistes. Weisheit und Technik der Yogasysteme. Rascher Verlag, Zürich 1955.
- Das klassische Yoga-Lehrbuch Indiens. Hatha Yoga Pradipika. Rascher Verlag, Zürich 1957.
- Bettler unter Toten. Ein buddhistischer Bettelmönch in Indien. Rascher Verlag, Zürich 1958.
- Ich lerne Yoga. Fackelverlag, Stuttgart 1959.
- Meditation. Übungen zur Selbstgestaltung. Rascher Verlag, Zürich 1962.

## Einzelbelege
1. ↑  Genossenschaft Deutscher Bühnen-Angehöriger: Deutsches Bühnen Jahrbuch 1949. Bühnenschriften-Vertriebs-Gesellschaft 1949, S. 119
2. ↑  Zu seiner buddhistischen Laufbahn vgl. den Nachruf auf Hans-Ulrich Rieker. In: Der Kreis. Informationsblatt des Ordens Arya Maitreya Mandala, Zweig für Westeuropa, Nr. 145 (1980), S. 1–3.
3. ↑  Birgit Zotz: Achtzig Jahre Ārya Maitreya Maṇḍala – Eine Chronologie. In: Der Kreis Nr. 270, Oktober 2013 (ISSN 2197-6007), S. 6–21.
4. ↑  Christian Fuchs: Yoga in Deutschland. Rezeption – Organisation – Typologie. Stuttgart: Kohlhammer Verlag 1990, ISBN 978-3-17-011016-8
5. ↑  B. K. S. Iyengar: Aṣṭadaḷa Yogamālā. Vol. 2. Allied Publishers 2000 (ISBN 9788177641783), S. 161

| Personendaten    | Personendaten                                                                                  |
| ---------------- | ---------------------------------------------------------------------------------------------- |
| NAME             | Rieker, Hans-Ulrich                                                                            |
| KURZBESCHREIBUNG | deutscher Theaterschauspieler, Autor und Oberhaupt des Ordens Arya Maitreya Mandala für Europa |
| GEBURTSDATUM     | 1. Februar 1920                                                                                |
| STERBEDATUM      | 26. Oktober 1979                                                                               |